# Technikmuseum Kratzmühle
Das Technikmuseum Kratzmühle ist ein Museum in Bayern.

## Geschichte
Der Kulturhistorische Verein Beilngries-Kinding e.V. gründete 1995 das Technikmuseum. Es befindet sich im Ortsteil Kratzmühle von Kinding im Landkreis Eichstätt. Früher war es im Sommer an drei bis fünf Tagen pro Woche geöffnet, 2022 nur noch sonntags.

## Ausstellungsgegenstände
Das Museum stellt etwa 5 Motorräder, 7 Mopeds, 16 Fahrräder, 5 Sonderfahrzeuge und 5 Motoren aus. Für 2004 sind Aero 50 von 1936, Fiat Nuova 500 von 1972, Messerschmitt Kabinenroller, NSU Prinz von 1972, Opel 1,2 Liter von 1934 und P1 von 1957, Apollo Piccolo von 1904–1914 und Trabant 601 bekannt. Zu den Motorrädern zählt ein D-Rad von 1927.
Außerdem werden Traktoren, Puppen und Blechspielzeug präsentiert. Des Weiteren gibt es eine Schuhmacher- und eine Schneiderwerkstatt.